# Биття серця (фільм)
«Биття серця» (фр. Battement de cœur) — французький фільм 1940 року, поставлений режисером Анрі Декуеном з Даніель Дар'є та Клодом Дофеном у головних ролях.

## Сюжет
Аристид, 60-річний підприємець, створив школу злодіїв для тих, хто бажає досягти успіху в тонкому мистецтві кишенькової крадіжки. Він набирає учнів за оголошеннями в газетах. Найчастіше до нього приходять безробітні, думаючи, що знайдуть у нього чесне заняття, він же посвячує їх в техніку роботи з чужими кишенями. Останній його учениці Арлетт всього вісімнадцять років; вона втекла з виправного будинку в Ам'єні. Вона взагалі нічого не розуміє в крадійстві, але йде на нього, щоб «залишитися чесною людиною» — щоб, за поради свого друга Іва, іншого учня Аристида, накопичити грошей, купити собі фіктивного чоловіка та вступити з ним у шлюб, що ні до чого не зобов'язує. Для неї це єдиний спосіб остаточно вирватися з виправного будинку. Арлетт помічає на вулиці елегантно одягненого чоловіка. Вона сідає за ним в автобус і краде в нього шпильку для краватки. Чоловік устигає розгледіти її маневр, йде за нею в кіно і силою приводить до себе додому.
Цією людиною виявився посол. Він просить Арлетт бути присутньою на балу і викрасти годинник у юного аташе П'єра де Ружмона, якому вона представлена як племінниця барона Дворака. Посол хоче всього лише з'ясувати, чи зраджує йому дружина і чи дійсно її фотокартка, як він припускає, зберігається під кришкою годинника П'єра. Але Арлетт моторно виймає фотокартку, перш ніж передати годинник послові, який тепер абсолютно впевнений у благонадійності дружини. Таким чином Арлетт, зачарована П'єром, позбавила його від неприємностей і навіть від дуелі. Тепер її завдання виконане: залишилося лише повернути годинник власникові і піти геть. Проте П'єр йде за нею, намагається залицятися та призначає їй побачення назавтра на вокзалі. Вона приходить — але лише аби сказати П'єру правду і попрощатися з ним назавжди. П'єр поселяє її в себе і має намір фіктивно видати заміж за свого старого друга Ролана — дипломата, що згубив кар'єру легковажним способом життя. Стоячи перед мером, Арлетт замислюється і говорить «ні». П'єр змушує барона Дворака офіційно визнати свою «племінницю», а потім встає на місце Ролана. Церемонія добігає кінця, і Арлетт плаче під вуаллю, як робить це завжди від щастя.

## У ролях
| • Даніель Дар'є   | … | Арлетт         |
| • Клод Дофен      | … | П'єр де Ружмон |
| • Жан Тіссьє      | … | Ролан          |
| • Сатюрнен Фабр   | … | мосьє Аристид  |
| • Андре Люге      | … | посол          |
| • Жуні Астор      | … | дружина посла  |
| • Марсель Монтіль | … | мадам Аристид  |
| • Шарль Дешамп    | … | барон Дворак   |
| • Жан Ебе         | … | Понтус         |

## Знімальна група
- Автори сценарію — Ганс Віллем, Макс Кольпе, Мішель Дюран (діалоги)
- Режисер-постановник — Анрі Декуен
- Продюсери — Грегор Рабінович, Адольф Оссо
- Оператор — Робер Лефевр
- Композитор — Поль Місракі
- Монтаж — Рене Ле Енафф
- Художник-постановник — Леон Барсак, Жан Перр'є
- Звук — Вільям-Робер Сівель